# Guide
Guide (lê-se Gú-ide) é uma aldeia portuguesa que pertence à freguesia de Torre de Dona Chama, concelho de Mirandela. 
Possui uma grandiosidade ancestral no campo paroquial, mas agora destaca-se a Igreja de Guide, largo principal e casas bem agradáveis demonstrando algum cuidado de construção antiga, a par das modernas.

## Localização
Guide fica localizado a cerca de 2 km da sede de freguesia, Torre de Dona Chama, e a cerca de 26 km de Mirandela. 

## Património
- Igreja de Guide ou Igeja de São Mamede, classificada como Imóvel de Interesse Público.[1][2]

## Festas
Guide tem geralmente duas festas anuais. A primeira realiza-se no terceiro fim-de-semana de Maio em honra a Nosso Senhor dos Passos e a segunda festa comemora-se no dia 17 de Agosto em honra a São Mamede.

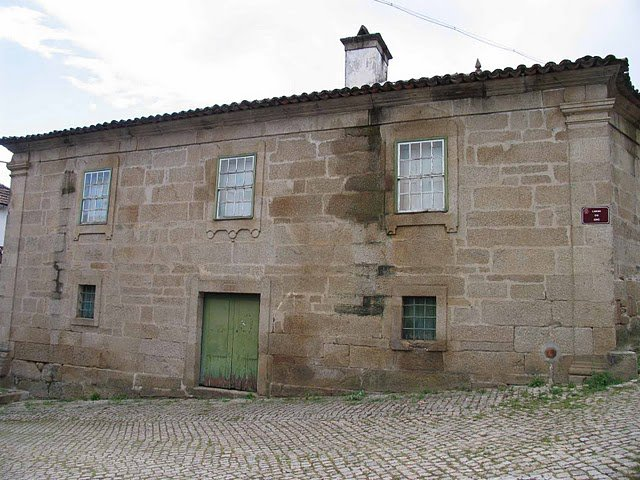
Casa centenária